# Topo

Topo dwóch krzyżujących się dróg wielowyciągowych, z zaznaczonymi stanowiskami kończącymi wyciągi oraz wycenami poszczególnych wyciągów

Topo v graficzny opis drogi wspinaczkowej w górach, względnie opis skały (inaczej skałoplan) z naniesionym przebiegiem i wyceną dróg wspinaczkowych, lub też opis całego rejonu wspinaczkowego z wyszczególnionymi skałami i drogami wspinaczkowymi. Topo dróg o skomplikowanym przebiegu zawiera na ogół symbole oznaczające elementy rzeźby skalnej, którymi wiedzie droga, charakterystyczne formacje skalne ułatwiające rozpoznanie przebiegu drogi (w tym również miejsca, którymi nie należy iść, gdyż prowadzi to do zapchania), stanowiska kończące poszczególne wyciągi, wyceny trudności technicznych tych wyciągów, a także możliwe drogi ewakuacji (tzw. wycofy).

## Bibliografia

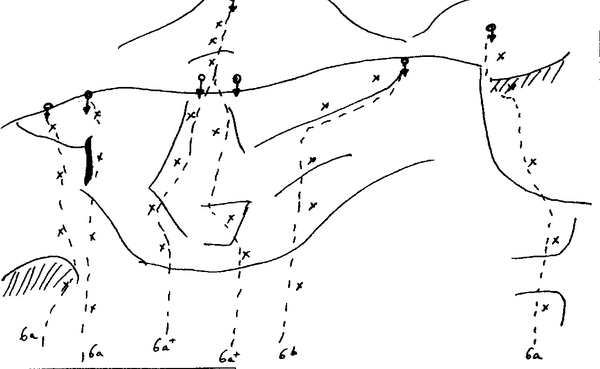
Typowy skałoplan rejonu skałkowego ze sportowymi drogami jednowyciągowymi. Zaznaczono stałe punkty asekuracyjne.